# Aporosa grandistipula
Aporosa grandistipula är en emblikaväxtart som beskrevs av Elmer Drew Merrill. Aporosa grandistipula ingår i släktet Aporosa och familjen emblikaväxter. Inga underarter finns listade i Catalogue of Life.